# Ca' Brusà
La villa Erizzo Schiavinato, citata anche come villa Erizzo, Barziza, Ricci-Manfredini, Corradin, Donello, Roncolato-Scolari, Schiavinato da tutti i cognomi delle famiglie che si sono susseguite nella sua proprietà, e popolarmente detta Ca' Brusà, è una villa veneta sita a Lovolo, frazione del comune di Albettone, a cavallo tra le province di Padova e di Vicenza.
La struttura generale della villa, caratterizzata da due corpi laterali avanzati a guisa di torri unite da un arretrato corpo centrale composto da una loggia e dal sottostante portico, risale probabilmente alla fine del XV secolo, tra gli anni 1480 e 1495. Le due torri hanno larghezza differente e sembrano essere state costruite in tempi diversi. La torre sinistra, sul lato nord dell'edificio, è simmetrica e più corta, mentre quella destra sul lato sud più larga e asimmetrica. Il portico presenta tre piacevoli archi semicircolari, la loggia soprastante sei, più stretti e alti. Il soffitto del portico consiste di tre eleganti volte a croce sorrette da capitelli di fattura tardo-gotica. Mentre portico e loggia sembrano giunti pressoché intatti dal tempo della loro costruzione , le due "torri" furono modificate nel Cinquecento quando le finestre laterali curvilinee furono riquadrate dalle cornici rettangolari odierne. La struttura della villa è peculiare e non può essere assimilata alla più comune tipologia di villa rappresentata da una singola torre fiancheggiata da un corpo orizzontale più basso. È stato proposto che questa struttura possa rappresentare una rielaborazione della tipologia architettonica del castello, se non una vera e propria ristrutturazione di un precedente castello, o un adattamento rurale di architetture derivate da palazzi Veneziani. In ogni caso, questi elementi di natura rustica e modulati poi nel contesto urbano veneziano, verranno reinterpretati da Andrea Palladio per la progettazione delle sue prime ville come villa Godi-Malinverni di Lonedo di Lugo